# Mühlgraben (Oder)
Der Mühlgraben (polnisch Młynówka, schlesisch Miehlgroaba) ist ein rechter Nebenarm der Oder in Opole. Zwischen der Oder und dem Mühlgraben befindet sich die Insel Pascheke. Ursprünglich war der Mühlgraben der Hauptstrom der Oder bei Oppeln.

## Geschichte
Der Mühlgraben wurde 1600 zu einem Seitenarm der Oder, als diese nach einer Flut ihren Verlauf nach Westen änderte. Die Pascheke wurde zu einer Insel zwischen dem neuen Hauptstrom der Oder und dem alten Hauptstrom. Die Altstadt Oppelns, die zuvor noch direkt am Hauptstrom der Oder lag, war nun durch die Pascheke von diesem getrennt. 1784 erschien erstmals der Name Mühlgraben. Diesen erhielt er wegen der zwei Wassermühlen, die zu dieser Zeit an ihm lagen.
Von 1860 bis 1913 diente der Mühlgraben als Schiffshafen, wodurch er auch den Namen Winterhafen erhielt.
Über den Mühlgraben führen derzeit sieben Brücken, darunter die Schlossbrücke und die Pfennigbrücke.
Bis Ende 2011 wurde der Mühlgraben neu in Stand gesetzt. Dabei wurde ein Boulevard gebaut, sowie neue Pflanzen hinzugefügt, um der Stadt ein grüneres und schöneres Image zu geben.

## Galerie

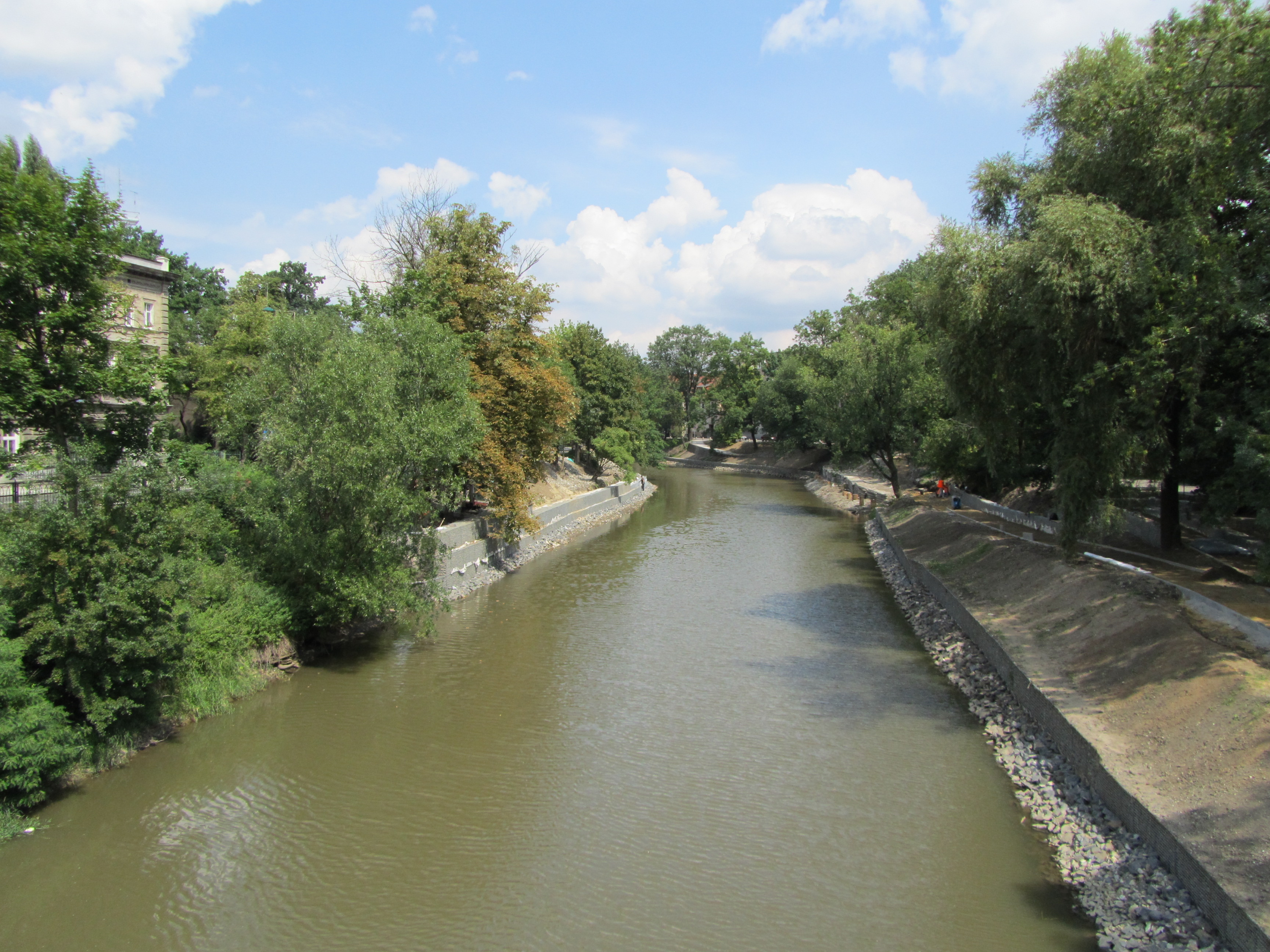
Während der Bauarbeiten
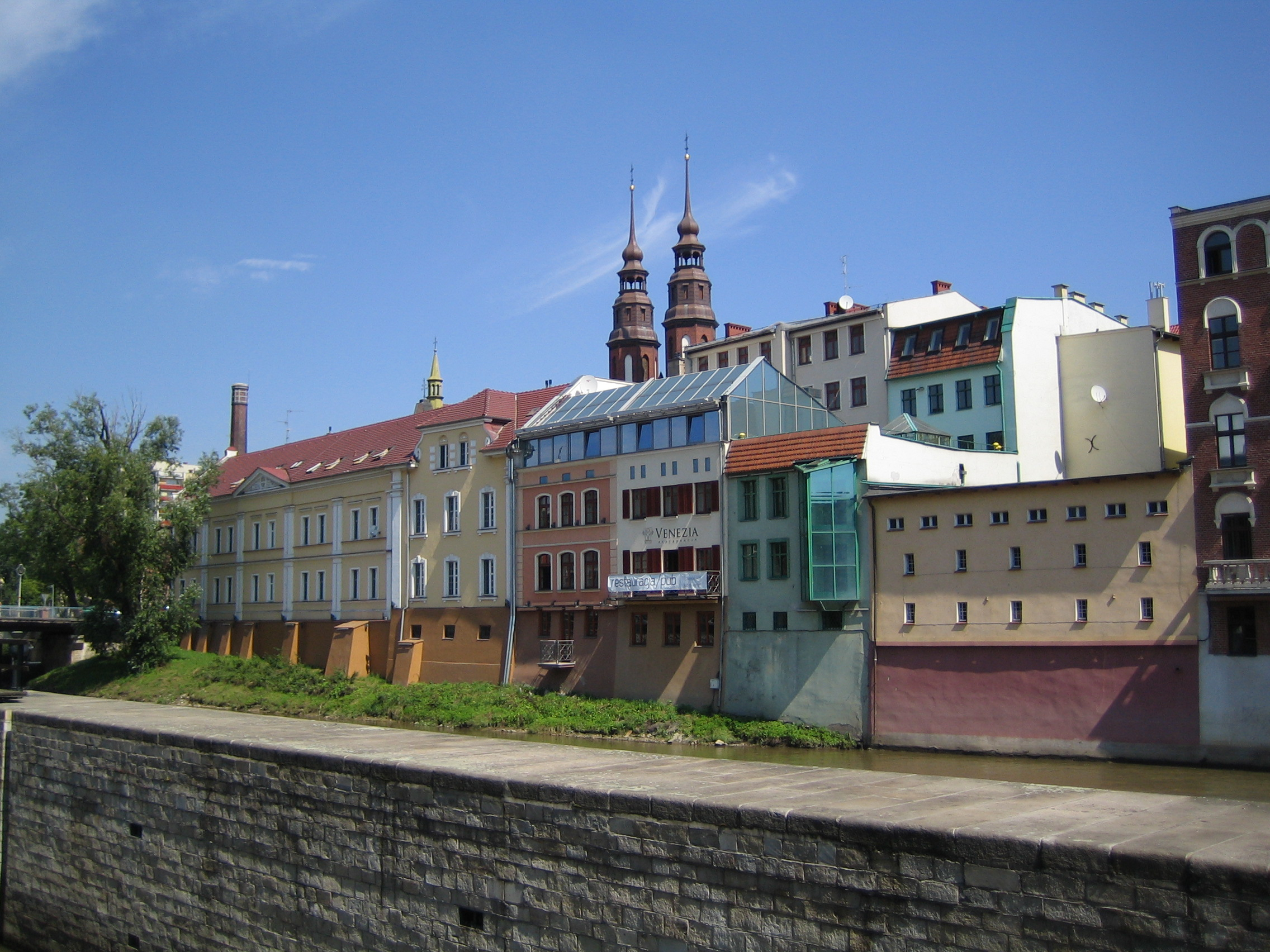
Das Oppelner Venedig
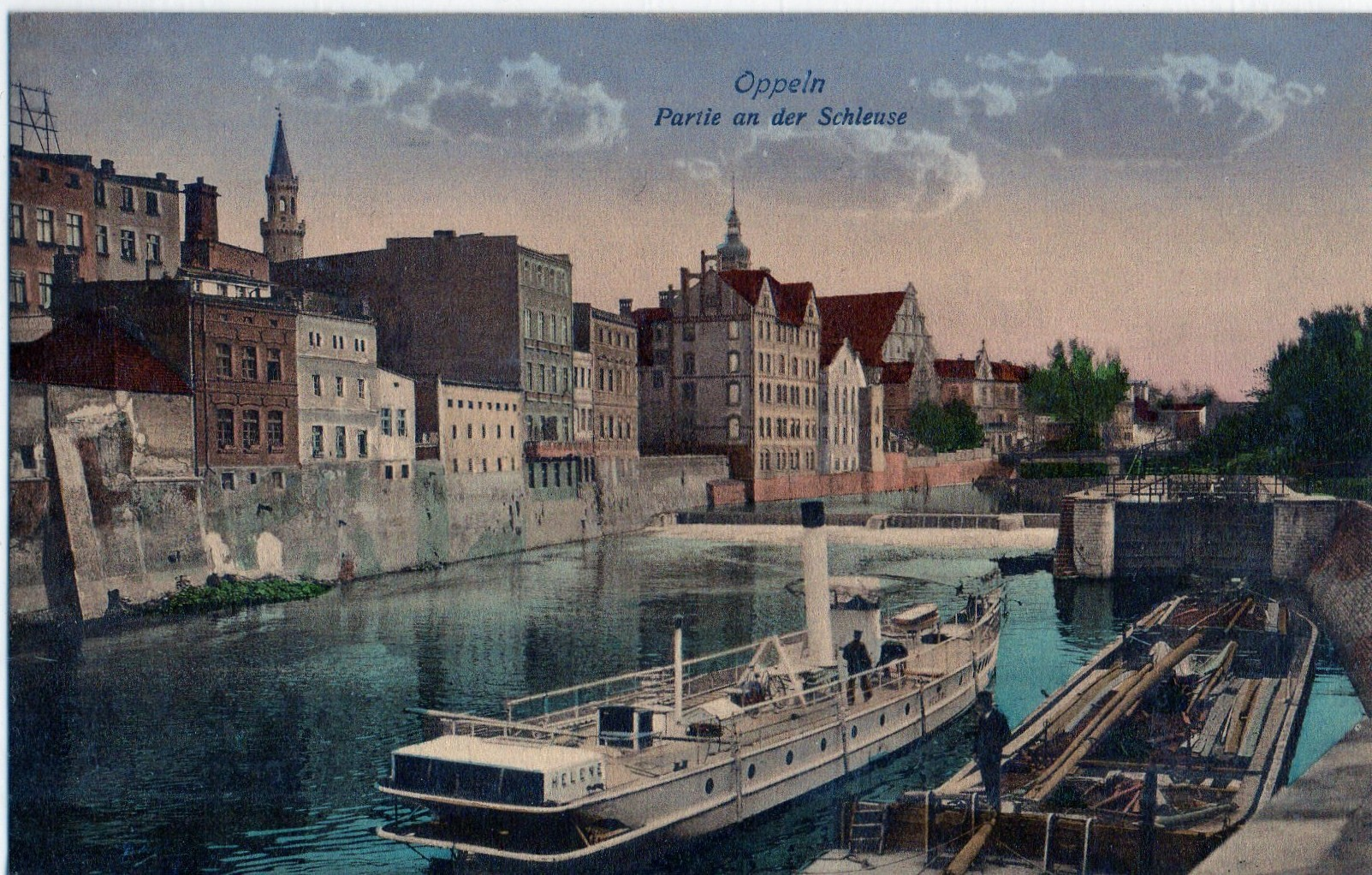
Mühlgraben mit Hafen in den 1920er Jahren
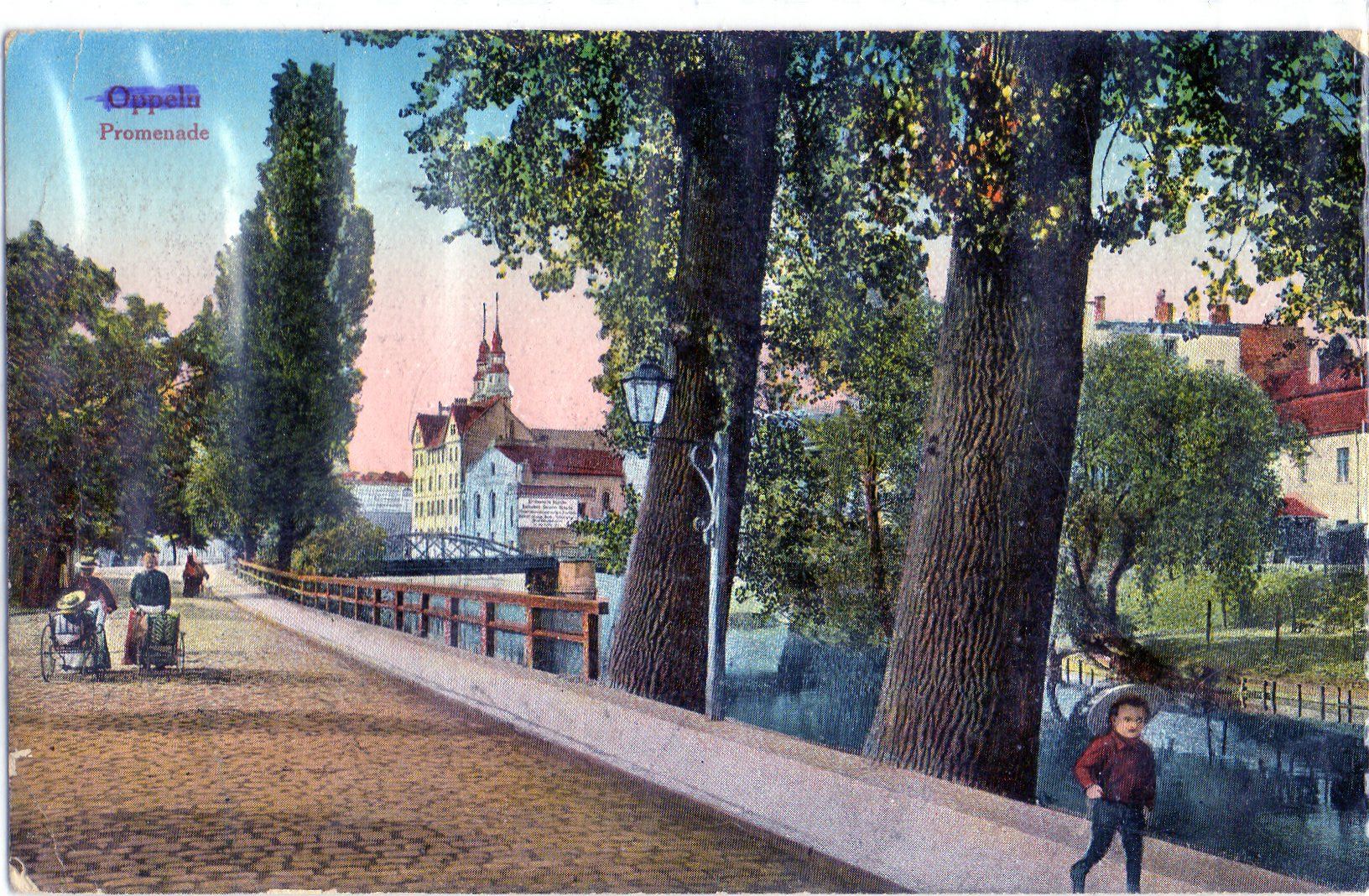
Promenade am Mühlgraben 1917